# Try Again (singel Keane)
Try Again – ballada soft rockowa skomponowana przez angielski zespół piano-rockowy Keane. Jest to 10 utwór na 2 studyjnym albumie grupy – Under the Iron Sea. Singiel wydany został 9 lutego 2007 jako piąta mała płyta w Niemczech. Try Again to również pierwszy w historii tria singiel wykonany z aż 3 B-side’ami, wszystkimi pochodzącymi z koncertu w Duisburgu w Niemczech.

## Wersje singla
CD-Maxi (Niemcy #1)
1. „Try Again”
2. „Nothing in My Way” (na żywo)
3. „Is It Any Wonder?” (na żywo)
4. „Bedshaped” (na żywo)

CD-Maxi (Niemcy #2)
1. „Try Again”
2. „Everybody’s Changing” (na żywo)
3. „This Is the Last Time” (na żywo)
4. „A Bad Dream” (na żywo)

CD-Maxi (Niemcy #3)
1. „Try Again”
2. „Somewhere Only We Know” (na żywo)
3. „The Frog Prince” (na żywo)
4. „Try Again” (na żywo)